# Zlatopil
Zlatopil (ukrajinsky Златопіль) je páté největší město Charkovské oblasti na Ukrajině. Leží na železniční trati z Moskvy do Simferopolu ve vzdálenosti zhruba 86 kilometrů jižně od Charkova. Po administrativně-teritoriální reformě v červenci 2020 patří do Lozovského rajónu. Do té doby byl Pervomajskyj jako město oblastního významu spravován samostatně, zároveň byl správním centrem Pervomajského rajónu. V roce 2022 v něm žilo bezmála třicet tisíc obyvatel.

## Dějiny

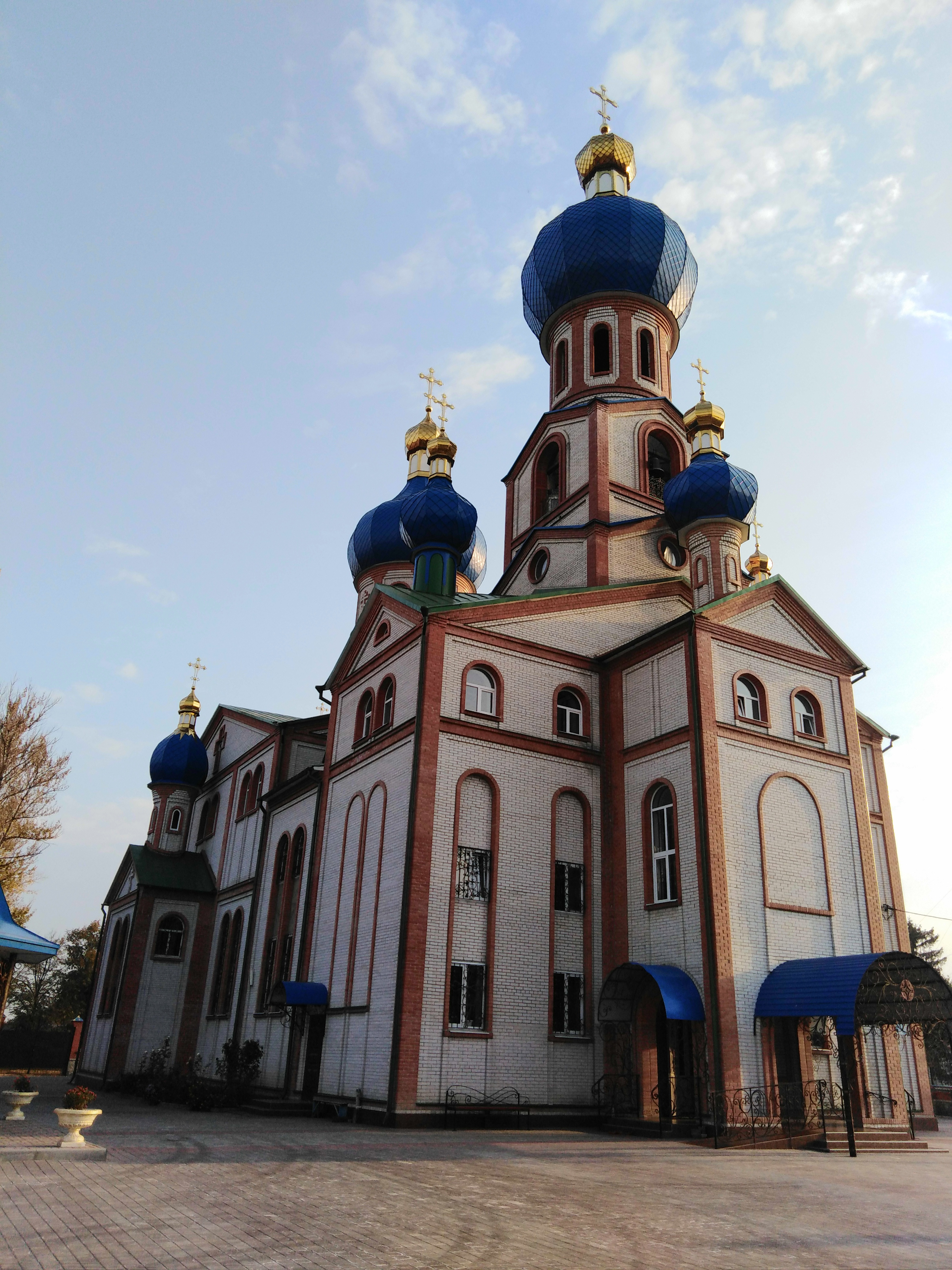
Chrám Panny Marie Kazaňské ikony Bohorodičky

Dějiny města začínají v roce 1869, kdy zde byla postavena železniční stanice na trati z Kursku přes Charkov do Sevastopolu pojmenovaná Lychačove. Od 20. října 1941 do 16. září 1943 obsazeno německými jednotkami Wehrmachtu.(Лихачове). Od 24. června 1952 bylo město  přejmenováno na počest svátku práce na Pervomajskyj (ukrajinsky Первомайський; rusky Первомайский – Pervomajskij). Centrem rajónu se stalo roku 1965, statut města získalo roku 1991 a městem regionálního významu je od roku 1992.
V rámci snah o dekomunizaci Ukrajiny bylo město rozhodnutím parlamentu Ukrajiny v roce 2024 přejmenováno na Zlatopil.

### Ruská agrese 2022
Město se poprvé stalo válečným cílem při ruském útoku na Charkov na přelomu února a března. Rezidenční čtvrť byla 25. září 2022 zasažena ruskými raketami a při útoku zemřelo sedm osob.

## Hospodářství
Výstavba chemické továrny začala v roce 1964.

## Pamětihodnosti
Kromě kostela město nemá žádné architektonické památky.